# Dozor-B
Il Dozor-B (in ucraino: Дозор-Б) è un'auto blindata ucraina a quattro ruote. È utilizzato anche da unità speciali delle forze armate (forze di reazione rapida e polizia militare) per effettuare operazioni di ricognizione, pattugliamento e mantenimento della pace, oltre ad essere utilizzato come principale veicolo di trasporto in condizioni di combattimento (compresi ambiente NBC).

## Storia
Il primo prototipo di Dozor-B è stato mostrato per la prima volta nell'ottobre 2004.
Nell'aprile 2016 l'Ucraina ha annullato l'acquisto di tutti i veicoli Dozor-B a causa di continui ritardi, errori di produzione e sforamento del budget.
Nell'agosto 2019 è stato annunciato che il Ministero della Difesa ucraino acquisterà la versione polacca denominata Oncilla invece di Dozor-B.

## Descrizione
Il veicolo corazzato per il trasporto di personale si basa su un telaio di autovettura. Il veicolo è suddiviso in due scomparti principali: vano power pack e vano equipaggio.
Il vano power pack occupa la parte anteriore e centrale dello scafo ed è separato dal vano equipaggio da una paratia ermetica antivibrante/acustica. Il vano ospita il motore con i suoi sistemi di supporto al funzionamento, trasmissione, elementi principali dell'impianto sterzante, impianto pneumatico, impianto frenante e componenti dell'impianto di climatizzazione e impianto di riscaldamento. Il compartimento dell'equipaggio occupa la parte centrale e posteriore dello scafo ed è utilizzato per ospitare l'equipaggio, installare le attrezzature per il funzionamento dell'equipaggio e per alloggiare munizioni e SPTA. Il vano dell'equipaggio è diviso in scompartimenti di guida, di combattimento e delle truppe.
La cabina di guida è situata nella parte anteriore del vano equipaggio e comprende la postazione di guida dotata di comandi per mezzi corazzati, quella di comando dotata di dispositivi di comunicazione e di navigazione.
Il compartimento combattimento è situato nella parte centrale del vano equipaggio e comprende la postazione artigliere dotata di dispositivi di posa e controllo delle mitragliatrici. Il compartimento truppe si trova nella parte posteriore del vano equipaggio e comprende sedili per le truppe, blocchi visivi periscopici e porte di tiro per consentire alle truppe di effettuare osservazioni e sparare con armi leggere.
Il vano equipaggio ospita l'unità di filtraggio e ventilazione e i principali componenti degli impianti di ventilazione, riscaldamento e condizionamento.

### Protezione
Lo scafo è corazzato e fornisce protezione dell'equipaggio, delle truppe e dell'equipaggiamento interno contro il fuoco di armi leggere, mine anticarro e armi di distruzione di massa.
L'armatura dello scafo fornisce protezione contro proiettili perforanti da 7,62 mm. Il fondo del veicolo è realizzato in acciaio di forma cilindrica e fornisce protezione contro le mine. Il vetro blindato installato fornisce una protezione identica all'armatura principale del veicolo.
Il design dello scafo consente di installare un ulteriore array di protezione sotto forma di componenti rimovibili che proteggono da proiettili di calibro più grande e mine più potenti.
Il veicolo è dotato di un'unità di filtraggio e ventilazione, che rimuove agenti tossici, polveri radioattive e aerosol di guerra biologica, oltre ad alimentare l'aria purificata nel vano equipaggio, creare sovrappressione e per rimuovere i gas prodotti dalle armi di bordo.

### Armamento e dispositivi di osservazione
L'armamento principale è una mitragliatrice antiaerea NSVT 12.7 mm telecomandata che può essere sollevata entro un raggio da -3° a +68° e ruota di 360°. La mitragliatrice è dotata di un mirino periscopico ottico monoculare PZU-7, che fornisce un ingrandimento di 1,2 e un campo visivo di 50°. Ha 450 colpi suddivisi in 3 caricatori da 150 colpi cadauno.
Il terreno circostante può essere osservato attraverso le vetrate blindate e i dispositivi di osservazione diurna. È installato anche il dispositivo per la visione notturna bioculare, periscopica, attiva/passiva TVN-5 per guidare il blindato in condizioni di scarsa visibilità o di notte.

### Motore e trasmissione
Il veicolo può essere equipaggiato con motore Iveco 8142.38.11 da 2,4l e 122 CV o motore Deutz BF 4M 1013 FC da 4,76l e 197 CV. Ciascuna dei due è un motore diesel turbo con intercooler a quattro tempi e quattro o sei cilindri con raffreddamento tramite aria.
La trasmissione è meccanica. Fornisce una trasmissione costante della coppia dal motore a tutte le ruote. La trasmissione è composta da: cambio, scatola di trasferimento, riduttori ruota, trasmissioni principali anteriori e posteriori e albero cardanico.

### Dispositivi di comunicazione e navigazione
Per le comunicazioni esterne, il veicolo è dotato dell'apparecchio radio ricevente/trasmittente a onde ultracorte R-173M e del ricevitore radio R-173PM operante in una gamma di frequenza di 30.000-75.999 kHz; per le comunicazioni interne ha il sistema AVSK-1.
L'apparecchiatura di radionavigazione del veicolo determina continuamente le coordinate della posizione, l'ora e la velocità di marcia assoluta del veicolo utilizzando i segnali radio dei sistemi GLONASS e GPS NAVSTAR.

### Sistemi di supporto per il comfort dell'equipaggio
Il veicolo è dotato di impianto di ventilazione, riscaldamento e aria condizionata. Il sistema di ventilazione con circolazione d'aria forzata ha lo scopo di fornire aria fresca nel vano equipaggio e di rimuovere i gas in polvere quando le truppe sparano con le armi leggere quando l'unità di filtraggio e ventilazione è spenta.
Il sistema di riscaldamento a liquido offre comfort all'equipaggio quando fa freddo grazie al riscaldamento dell'aria nel vano equipaggio e al soffiaggio dell'aria riscaldata ai vetri delle finestre.
Il sistema di aria condizionata offre comfort all'equipaggio nella stagione calda grazie al raffreddamento o alla ventilazione nel veicolo corazzato per il trasporto di personale. Il sistema garantisce quanto segue:
- raffreddamento dell'aria a temperature ambiente comprese tra 20 e 55 gradi Celsius

- ventilazione dell'aria senza raffreddarla o riscaldarla nell'intero intervallo di temperatura di esercizio del blindato.

### Equipaggiamento speciale
L'equipaggiamento speciale del veicolo include un sistema centrale di gonfiaggio degli pneumatici e un verricello. Il sistema centrale di gonfiaggio degli pneumatici fornisce la regolazione automatica della pressione degli pneumatici preselezionata, consente di controllare e modificare la pressione degli pneumatici dalla postazione del conducente per tenere conto delle condizioni stradali.
L'argano WARN XD 9000i è destinato all'auto-recupero del veicolo corazzato per il trasporto di personale, nonché al recupero di altri veicoli bloccati della stessa classe di peso.

## Varianti
- Dozor-A: veicolo per uso generale fuoristrada non corazzato[12]
- Dozor-B: veicolo blindato. Le versioni del Dozor-B includono i seguenti veicoli:

corazzato per il trasporto di personale
veicolo blindato
Veicolo da ricognizione NBC
veicolo di comando
ambulanza
riconoscimento del veicolo
veicolo per uso generale
- Oncilla: Versione prodotta dalla Polonia [13]

## Utilizzatori
Polonia
un prototipo "Dozor-B" è stato venduto in Polonia. Dopodiché una società polacca ne ha acquisito la licenza per la produzione
 Senegal
almeno due veicoli corazzati Oncilla operati dall'esercito senegalese.
 Ucraina
il 24 giugno 2013 l'Accademia militare di Odessa ha ricevuto il primo "Dozor-B". Nel giugno 2014 sono stati ordinati ulteriori 200 "Dozor-B" per le forze armate ucraine. Fino a giugno 2015 sono stati costruiti due "Dozor-B". Il terzo "Dozor-B" è stato costruito nel settembre 2015. Fino a dicembre 2015 sono stati consegnati sette "Dozor-B". Il 20 luglio 2016 le forze armate ucraine hanno ricevuto i primi dieci veicoli "Dozor-B" (che sono stati trasportati alla 95ª Brigata Aerea Separata). Per varie ragioni di errori progettuali e economici non sono stati costruiti in un largo numero